# Stelnik
Stelnik – wieś w Słowenii, w gminie Kostel. W 2018 roku pozostawała niezamieszkana.